# لينغاين
لينغاين (بالإنجليزية: Lingayen) هي بلدية وعاصمة مقاطعة بانغاسينان في إقليم لوزون الوسطى في الفلبين، تُعرف بدورها الإداري والسياسي كونها مقر حكومة المقاطعة، إضافة إلى أهميتها التاريخية والثقافية.

## نبذه
تطل لينغاين على خليج لنغاين الذي كان مسرحاً لأحداث بارزة خلال الحرب العالمية الثانية، وتضم شاطئاً واسعاً يجذب السياح المحليين والزوار من المناطق المجاورة. كما تحتوي على عدد من المعالم البارزة مثل مبنى الكابيتول الإقليمي، والمنتزهات الساحلية، والمتاحف التي توثق تاريخ المقاطعة.
يعتمد اقتصاد لينغاين على الزراعة، وصيد الأسماك، والسياحة، حيث تُعد وجهة مفضلة لعشاق الشواطئ والتاريخ على حد سواء.